# Charles Gray
Pour les articles homonymes, voir Gray.
Donald Marshall Gray, dit Charles Gray, est un acteur britannique né le 29 août 1928 à Bournemouth et mort le 7 mars 2000 à Londres.

## Biographie
Il commença sa carrière en 1958 dans le film L'Affaire Dreyfus.
Il est surtout connu pour son interprétation de Ernst Stavro Blofeld dans le septième film de la série James Bond, Les Diamants sont éternels, succédant à Donald Pleasence et Telly Savalas. Dans le film, de nombreuses scènes de comédie et le ton parfois parodique font de l'interprétation de Gray un Blofeld très différent des précédents. On le voit ainsi vers la fin s'enfuir déguisé en femme. Dans le film précédent, Au service secret de Sa Majesté, Telly Savalas incarnait un Blofeld menaçant et tuant dans la dernière scène l'épouse de James Bond. Il n'est pas fait allusion à ce veuvage dans Les Diamants sont éternels. Il est à remarquer qu'il interprète également le rôle éphémère d'un allié de James Bond, Dikko Henderson, dans On ne vit que deux fois. Il est le second Blofeld à avoir des cheveux avant Max von Sydow dans Jamais plus jamais et Christoph Waltz dans Spectre.
On se souvient aussi de  son rôle de Mycroft Holmes, le frère de Sherlock Holmes en 1976 dans le film d'Herbert Ross Sherlock Holmes attaque l'Orient-Express (The Seven per cent solution), rôle qu'il a repris en 1985 dans la série éponyme avec Jeremy Brett.
En 1975, il a obtenu un très vif succès pour son interprétation d'un criminologue dans The Rocky Horror Picture Show.
Il est également apparu dans de nombreuses séries télévisées en vedette invitée : Angoisse, Maîtres et Valets, Bergerac, Les Mystères d'Orson Welles.
Il meurt d'un cancer le 7 mars 2000 à 71 ans.

## Filmographie

### Cinéma
- 1958 : L'Affaire Dreyfus (I Accuse!) de José Ferrer  : Captain Brossard
- 1958 : Cœur de gosse (Heart of a Child) de Clive Donner : Fritz Heiss
- 1959 : Follow a Star de Robert Asher : Taciturn man at party
- 1959 : Tommy the Toreador de John Paddy Carstairs : Gomez
- 1959 : The desperate man de Peter Maxwell : Lawson
- 1960 : Le Cabotin (The Entertainer) de Tony Richardson: Columnist
- 1960 : Passeport pour la lune (Man in the Moon)  de Basil Dearden: Leo
- 1962 : Lawrence d'Arabie (Lawrence of Arabia)  de David Lean : General Allenby (voix)
- 1965 : Doubles masques et agents doubles (Masquerade) de Basil Dearden : Benson
- 1966 : La Nuit des généraux (The Night of the generals) d'Anatole Litvak: le général von Seidlitz-Gabler
- 1967 : On ne vit que deux fois (You only live twice) de Lewis Gilbert: Dikko Henderson
- 1967 : The Man Outisde de Samuel Gallu : Charles Griddon
- 1968 : Évasion sur commande (The Secret War of Harry Frigg) de Jack Smight : Général Cox-Roberts
- 1968 : Les Vierges de Satan (The Devil Rides Out) de Terence Fisher: Mocata
- 1969 : The Nines Ages of Nakedness de George Harrison Marks : Le narrateur
- 1969 : Opération V2 (Mosquito Squadron) de Boris Sagal : le commandant Hufford
- 1969 : Le Gang de l'oiseau d'or (The File of the Golden Goose) de Sam Wanamaker : The Owl
- 1970 : L'Exécuteur (The Executioner) de Sam Wanamaker : Vaughan Jones
- 1970 : Cromwell de Ken Hughes :  The Earl of Essex
- 1970 : Commando pour un homme seul ( When Eight Bells Toll) d'Étienne Périer: Sir Anthony Skouras (voix)
- 1971 : Les Diamants sont éternels (Diamonds are forever) de Guy Hamilton : Blofeld
- 1973 : Théâtre de sang (Theater of blood) de Douglas Hickox : Solomon Psaltery (voix)
- 1973 : Les Contes aux limites de la folie (Tales That Witness Madness) de Freddie Francis:  Nicholas
- 1974 : On the Game (en) de Stanley A. Long : Le narrateur
- 1974 : Le mystère de la bête humaine (The Beast Must Die) de Paul Annett : Arthur Bennington
- 1975 : The Rocky Horror Picture Show de Jim Sharman : un criminologiste
- 1976 : Seven Nights in Japan de Lewis Gilbert : Henry Hollander
- 1976 : Sherlock Holmes attaque l'Orient-Express ( The Seven-Per-Cent Solution) d' Herbert Ross: Mycroft Holmes
- 1977 : Banco à Las Vegas (Silver Bears) d' Ivan Passer: Charles Cook
- 1977 : Three Dangerous Ladies (en) de Robert Fuest,  Alvin Rakoff et Don Thompson:  Santander
- 1978 : Across A Crowded Room  de Marc Miller : rôle sans nom
- 1978 : Psychose phase 3 (The Legacy) de Richard Marquand : Karl Liebnecht
- 1980 : Le miroir se brisa (The Mirror Crack'd) de Guy Hamilton : Bates
- 1981 : Ticket to Heaven de Ralph L.Thomas : musicien
- 1981 : Shock Treatment de Jim Sharman : juge Oliver Wright
- 1984 : La Taupe ( The Jigsaw Man) de Terence Young : Sir James Chorley
- 1987 : Stateside : The Epic Bestseller who shocked America (court métrage) de Gerry Feeny
- 1990 : Harry et Harriet (Eine Frau namens Harry) de Cyril Frankel : Satan
- 1991 : Arslân Senki (film d'animation) de Mamoru Mamatsu :  Priest (voix)
- 1991 : Firestar : First Contact de David Kent-Watson : Commodore Vandross
- 1992 : Arslan Senki II (film d'animation) de Mamoru Mamatsu : Priest (voix)
- 1998 : The Tichborne Clement de David Yates : Arundell
- 1999 : One Man Band (court-métrage) d' Orson Welles : Tailor

### Télévision
- 1957 : Producer's Showcase (en) (épisode Romeo and Juliet) (série télévisée) : Escalus - Prince of Verona
- 1957 : Robin des bois ( The Adventures of Robin Hood) (série télévisée) 1 épisode  ( The Mark ) : Sir Blaise
- 1958 : Television World Theatre (série télévisée) (épisode: The Captain of Koepenick) : Capt. Von Schelettow
- 1957-1958 : Sword of freedom (série télévisée) (épisodes : The Suspects : Varenza; Choice of weapons : Pierre de Foix)
- 1958 : Bachelor Father (série télévisée) (épisode : Uncle Bentley and the matchmaker ) : Frank Gibbs
- 1958 : Dead Trouble (série télévisée) (épisodes : Case closing: Another passenger; Warm welcome: Grisselinski)
- 1958 : Theatre Night (série télévisée) (épisode : Expresso Bongo ) : Capt. Cyril Mavors
- 1959 : Boyd Q.C. (série télévisée) (épisode : In camera ) : Tickle
- 1959 : BBC Sunday-Night Theatre (série télévisée) (épisode : The small back room ) : Waring
- 1959 : L'Homme invisible (The invisible man) (série télévisée) (épisode : Pas de preuves) (The Vanishing evidence) : Thal
- 1959 : Rendezvous (série télévisée) (épisode : Markheim ) : Markheim
- 1959 : Probation officer (série télévisée) (saison 1, épisode 16 ) : Richard Bates
- 1959 : No Hiding Place (série télévisée) (épisode : Who is Gustav Varnia? ) : Sir Miles
- 1959-1960 : The Four Just Men (série télévisée) (épisodes : The Slaver: Sadik Bey, The Man in the road: Paul Lederer; Money to burn: Dominguez )
- 1960 : The Somerseth Maugham hour (série télévisée) (épisodes : Sanatorium : Major Templeton; The Ant and the grasshopper : Tom Ramsey )
- 1961 : Michael Shayne (série télévisée)  (épisode : The man with a cane ) : Dr. Bill Logan
- 1961 : You Can't Escape (téléfilm) : Major Hargood
- 1960-1961 : Destination danger (Danger Man) (série télévisée) saison 1 épisodes The Key : Alexis Butler, The Deputy Coyannis Story : Zameda
- 1960 : The First Gentleman (téléfilm) : Prince regent of England
- 1961 : Design for Murder (téléfilm) : Rex Berkely
- 1959-1961 : Crime Sheet (série télévisée) (épisodes : Lockhart keeps an appointment, The superintendent takes a trip : rôles sans nom )
- 1960-1962 : ITV Play of The Week (série télévisée) (épisodes : Tiger at the gates : Ulysses, Any other business?: Malcolm Turnbull;  A matter of principle : Harry Branksome )
- 1962 : Out of His World (série télévisée) (épisode : The tycoons ) : Abel Jones
- 1962 : Maigret (série télévisée) (épisode : Voices from the past ) : Mazeron
- 1963 : Suspense (série télévisée) (épisode : Personal and private ) : Verdon
- 1963 : Drama (série télévisée) (épisode : The perfect friday ) : David
- 1965 : Tea Party (téléfilm ) : Willy
- 1965 : Armchair Mystery Theatre (série télévisée) (épisodes : Time and Mr Madingley : Madingley; The lodger: Quill)
- 1965 : The Troubleshooters (série télévisée) (épisode : The Schloss belt ) : Michael Rennane
- 1959-1968 : Armchair Theatre (série télévisée) (épisodes : The big client : Philip Comely, Guest appearance: Stuart Marlowe;  The three wives of Felix Hull : Felix Hull )
- 1966-1968 : Love Story (en) (série télévisée) (épisodes : A Toy soldier : John Trewardine, The Egg on the face of the tigger: Bender)
- 1969 : Le Marchand de Venise ( The Merchant of Venice) (téléfilm) : Antonio
- 1970 : Les Nouvelles de Somerseth Maugham (W. Somerset Maugham) (série télévisée) (épisode : The Closed shop) : The Storyteller
- 1970 : Oh in Color (série télévisée) (saison 1, épisode 4) : rôle sans nom
- 1970 : Menace  (série télévisée) ( épisode  Nine Bean rows) : Micky
- 1971 : Doctor at Large (série télévisée) ( épisode  A situation full of promise) : Man
- 1971 : Play for Today (série télévisée) ( épisode  Michael Regan) : Oxlade
- 1968-1971 : Thirty-Minute Theatre (en) (série télévisée) (épisodes : Something to hide : the first floor : detective inspector Waugh, Something to hide : The studio: Inspector Waugh; Something to hide : The caretaker's  flat: Inspector Waug;  Asquith in orbit : Bertrand Asquith;  Jenkins : Knox )
- 1972 : Maîtres et valets (Upstairs, Downstairs) (série télévisée) (épisode Married love) : Sir Edwin Partridge
- 1973 : The Upper Crusts (série télévisée) 5 épisodes Decline and fall, By endeavour alone, One door opens, Sitting pretty, A tradition of service, Putting on the Ritz) : Lord Seacroft
- 1973 : The Songs of Songs (série télévisée) 2 épisodes, saison 1 épisodes 1 et 2 : Count Von Mertzbach
- 1974 : Les Mystères d'Orson Welles (Orson Welles' Great Mysteries) (série télévisée) (épisode A time to remember) : Mikail Zigorin
- 1974 : Twelfth Night (téléfilm) : Malvolio
- 1974 : La Chute des aigles (Fall of eagles) (série télévisée) (épisode : Tell the King the sky is falling) : Rodzianko
- 1974 : Dial M for murder (série télévisée) ( épisode Firing point) : Hugo Vardon
- 1975 : Angoisse (Thriller) (série télévisée) (épisode : Night is the time for killing) : Hillary Vance
- 1975 : The Venturers (série télévisée) ( épisode The cannibals) : Tony Challon
- 1975 : Churchill's People (série télévisée) ( épisode Mutiny) : Duke of Portland
- 1975 : The Philanthropist (téléfilm) : Braham
- 1967-1976 : BBC Play of the month (série télévisée) 10 épisodes ( The Moon and sixpence : Strickland; Hay fever  : Richard Greatham; Ross : Field-Marshall Allenby; The Cherry Orchard : Gayev; The Merchant of Venice: Antonio; Lady Windermere's fan : Lord Augustus; The Millionaires: Adrian Blenderbland; A Room with a view: Mr Beebe; The Recruiting officer: Juggler; London assurance: Sir Harcourt Courtly)
- 1974-1976 : Softly Softly: Task Force (série télévisée) 2 épisodes (We're in this together: Inspector Sharp; Alarums and excursions  : Tailor)
- 1977 : The Galton & Simpson Playhouse (série télévisée) ( épisode Cheers) : Charles
- 1977 : The Sunday Drama (série télévisée) (épisode The Late wife) : Delaforce
- 1977 : Drama (série télévisée) ( épisode Six characters in search of an author by Pirandello) : The producer
- 1978 : The Island (téléfilm) : Santander
- 1978-1979 : BBC Television Shakespeare (série télévisée) 2 épisodes (King Richard the second): Duke of York; Julius Caesar : Julius Caesar)
- 1979 : Hazell (série télévisée) ( épisode Hazell and the deptford virgin) : Brownhill
- 1979 : Ike (série télévisée) saison 1 épisode 3 : General Freddie de Guiguand
- 1979 : Mission David (téléfilm) : General Lischke
- 1979 : Mrs R's Daughter (téléfilm) : Rogers
- 1979 : Schalcken The Painter (téléfilm) : Lefanu
- 1980 : Heartland (série télévisée) (épisode Working arrangements) : Mr Wheeler
- 1980 : We, The Acused (série télévisée) (saison 1 épisode 5) : Sir Hayman Drewer
- 1980 : ITV Playhouse (série télévisée) ( épisode The Schoolmistress) : Amiral Rankling
- 1981 : Troillus & Cressida d'après la pièce de Shakespeare (téléfilm) : Pandarus
- 1982 : Charles and Diana: A Royal Love Story (téléfilm): Earl Spencer
- 1983 : An Englishman Abroad (téléfilm) : Claudius
- 1983 : The comedy of errors, épisode de la série BBC Television Shakespeare : Solinus
- 1984 : All the world's a stage (série télévisée) (épisode The Master builders) : rôle sans nom
- 1984 : A Profil of Arthur J. Mason (téléfilm) : Henry
- 1984 : The Gourmet (téléfilm) : Manley Kingston
- 1985 : Les Aventures de Sherlock Holmes (série télévisée) (épisode The Greek interpreter : Mycroft Holmes
- 1985 : Bergerac (série télévisée) (épisode: Hazell and the deptford virgin) :  Bart Bellow
- 1986 : Tall Tales & Legends (série télévisée) (épisode Casey at the bat) : Mr Dent
- 1986 : C.A.T.S. Eyes (série télévisée) (épisode Fit) : Sir Jack Fenn
- 1987 : Tickets for the Titanic (série télévisée) ( épisode Keeping score) : The Earl of the Albany
- 1987 : The Wind in the Willows (série télévisée) (épisode Unlikely alliess) : The stranger
- 1987 : Porterhouse Blue (série télévisée) 3 épisodes saison 1 épisodes 2 à 4: Sir Cathcart D'Eath
- 1987 : 24 heures pour survivre (Screenplay) (série télévisée) (épisode Cariani and the courtesans) : Storyteller
- 1987 : Dream Lost, Dreams Found (téléfilm) : Jason Klein
- 1987 : The New Statesman (série télévisée) (2 épisodes Waste not want not, Baa baa black sheep) : Roland Gidleigh-Park
- 1988 : Hannay (série télévisée) (épisode The fellowship and the Black Stone) : Commander Nevil
- 1988 : Small World (série télévisée) 4 épisodes Unreal cities, What shall we do tomorrow?, Throbbing  and waiting, Hurry up, please it's time : Rudyard Parkinson
- 1988 : Le Retour de Sherlock Holmes (The Return of Sherlock Holmes), (série télévisée) 1 épisode (The Bruce Partington plan) : Mycroft Holmes
- 1988 : Blind justice (série télévisée) (épisode Crime and punishment) : Judge Langtry
- 1989 : The Nineteenth Hole (série télévisée) saison 1 épisode 2 : Colonel Westray
- 1989 : Blackeyes (série télévisée)  saison 1 épisode 3 : Sebastian
- 1991 : The Paper Man (série télévisée) 2 épisodes : Prime minister
- 1991 : Shrinks (série télévisée) saison 1 épisode 3 : Lord Rissington
- 1991 : Performance (série télévisée) (épisode Absolute Hell) : Maurice Hussey
- 1992 : Tales from the Poop Deck (série télévisée) 2 épisodes : Adm. Dennis De'Ath
- 1994 : The Memoirs of Sherlock Holmes (série télévisée), 2 épisodes (The Golden pince-nez,The Mazarin Stone) : Mycroft Holmes
- 1994 : Scarlett (série télévisée) saison 1 épisode 4 : Le juge
- 1993-1995 : Les Chroniques d'Arslân ( Arslân Senki) 4 épisodes : Priest (voix)
- 1996 : Madson (série télévisée) saison 1, 5 épisodes : Sir Ranald Hearnley
- 2000 : Longitude (téléfilm) : Adm. Balchen